# Coma Tancada
La Coma Tancada és una coma del terme municipal de la Torre de Cabdella, del Pallars Jussà, dins del seu terme primigeni.
Està situada en el vessant nord-est del Tossal Llarg, de la Serra des Tres Pessons. S'hi origina un dels afluents de capçalera del riu de Filià, el barranc de Coma Tancada.